# Cerapoda
Die Cerapoda sind ein 1986 von Sereno aufgestelltes Taxon der Vogelbeckendinosaurier (Ornithischia). Cerapoda haben einen Zwischenkieferknochen (Prämaxillare) mit weniger als sechs Zähnen, ein starkes Diastema (griechisch für „Zwischenraum“) sowie einen asymmetrischen Zahnschmelz auf den Zähnen in Ober- und Unterkiefer.

## Systematik
Zu den Cerapoda gehören die Ornithopoda sowie die Pachycephalosauria und Ceratopia, die zusammen das Taxon Marginocephalia bilden. Ihr Schwestertaxon sind die Thyreophora, zu denen die gepanzerten Dinosauriertaxa Stegosauria und Ankylosauria gehören.
- Vogelbeckensaurier (Ornithischia)
  - Thyreophora
  - Cerapoda
    - Marginocephalia
      - Pachycephalosauria
      - Ceratopsia

    - Ornithopoda